# Decetia torridaria
Decetia torridaria är en fjärilsart som beskrevs av Moore 1867. Decetia torridaria ingår i släktet Decetia och familjen Uraniidae. Inga underarter finns listade i Catalogue of Life.